# Yodogawa
Yodogawa 0 Yodogawa-ku (en japonés: 淀川区) és un dels 24 districtes de la ciutat d'Osaka, a la prefectura d'Osaka, Japó.

## Geografia

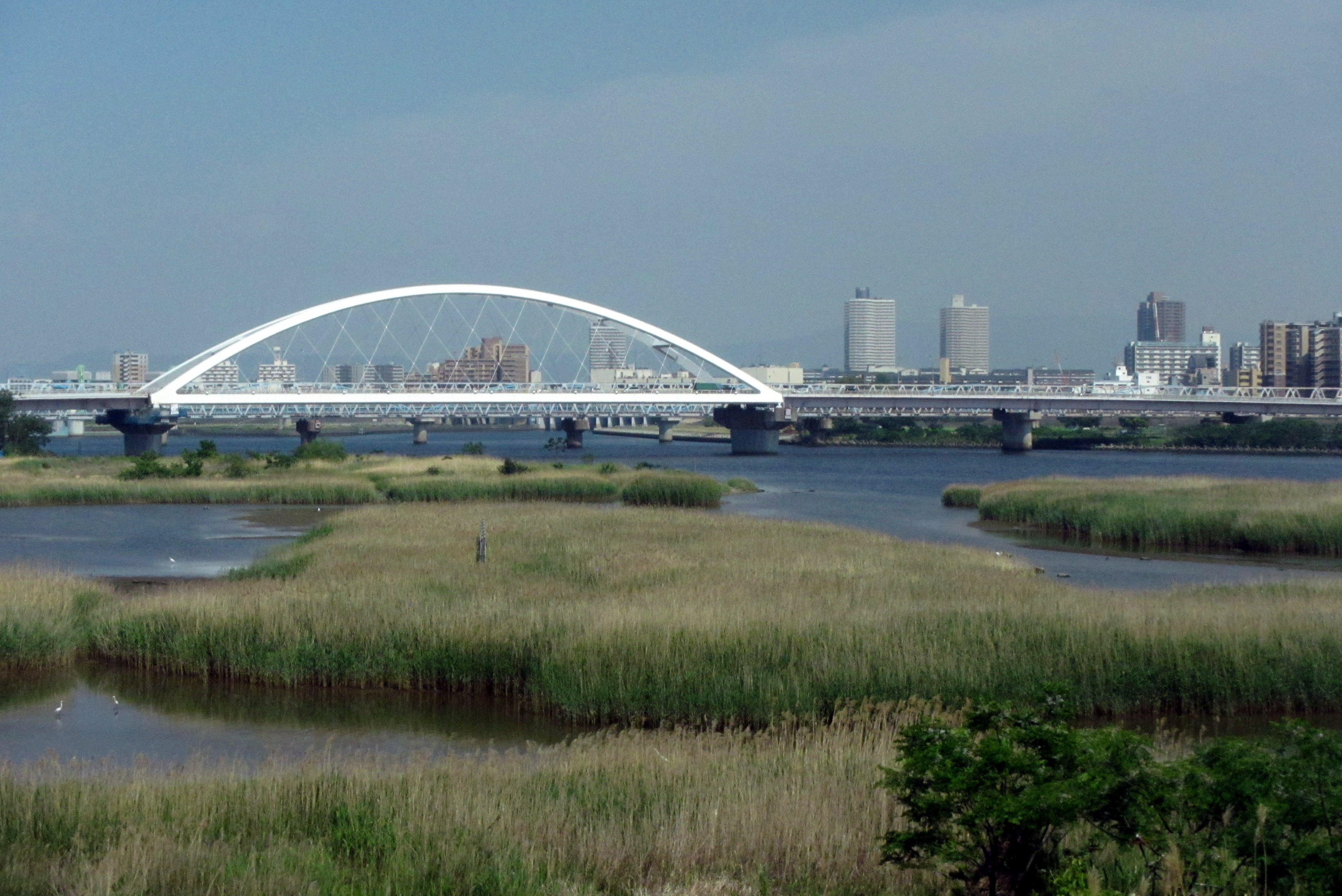
El riu Yodo al seu pas pel districte

El districte de Yodogawa es troba al nord de la ciutat, limitant amb els districtes de Kita al sud, amb Nishiyodogawa a l'oest i amb Higashiyodogawa a l'est. El riu Yodo, un dels més grans i importants de la prefectura passa pel territori del districte donant-li el nom a aquest.
El centre d'entreteniment i de vida social del districte és la zona de Jūsō. També la zona de l'estació de Shin Osaka es un punt important de trànsit de persones.

## Història

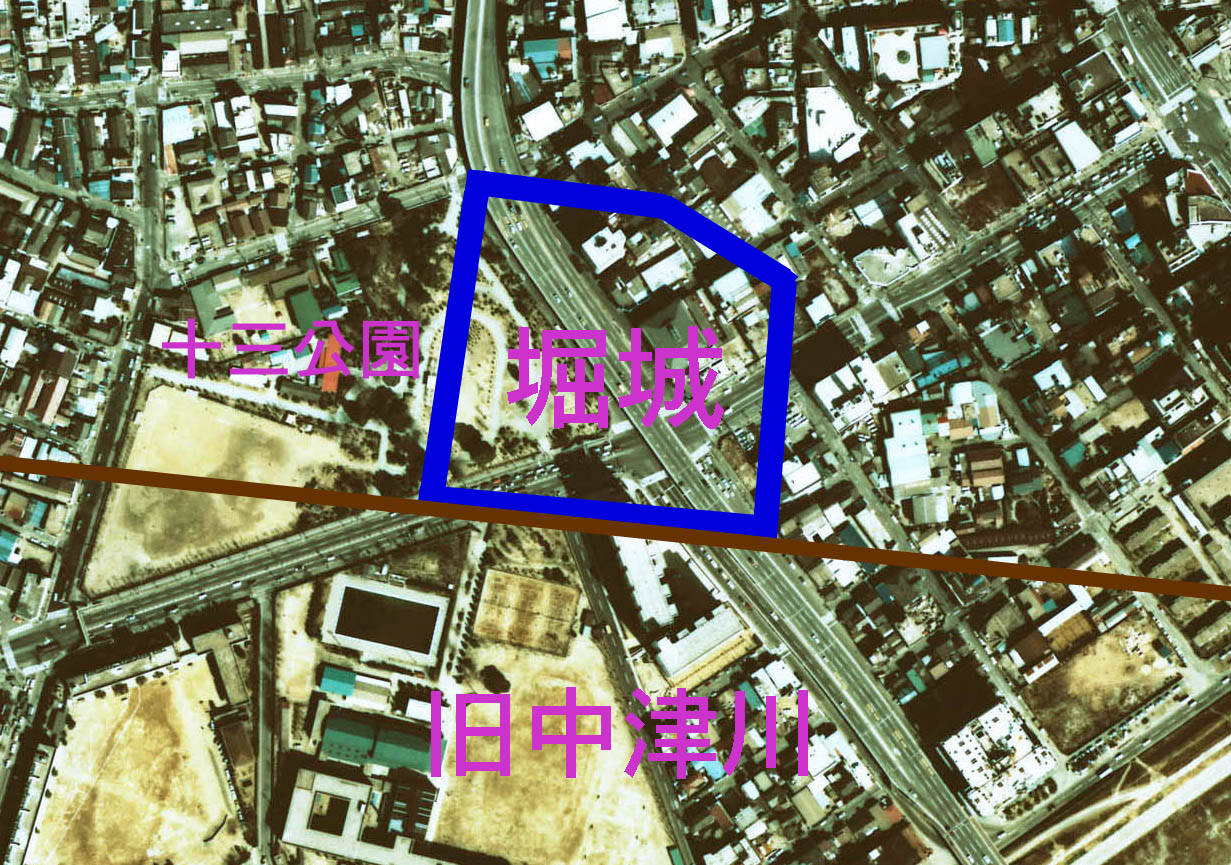
Àrea on es trobaba el castell de Hori

El nom del districte prové del riu Yodo (Yodo-gawa), un dels rius més importants de la ciutat i que passa pel districte.
Al districte es va trobar al passat un castell anomenat Castell de Hori. Al 2013, l'ajuntament del districte de Yodogawa va ser la primera institució del Japó en establir unes normes d'inclussió i respecte per a la població LGBT, a més de conscienciar al funcionariat en el respecte i la convivència amb el public i els companys amb aquestes sensibilitats.

## Demografia
Segons les dades, la població de Yodogawa ha anat augmentant any rere any de manera constant.
| 1995    | 2000    | 2005    | 2010    | 2015    |
| ------- | ------- | ------- | ------- | ------- |
| 162.022 | 163.370 | 169.222 | 172.078 | 176.201 |

## Transports

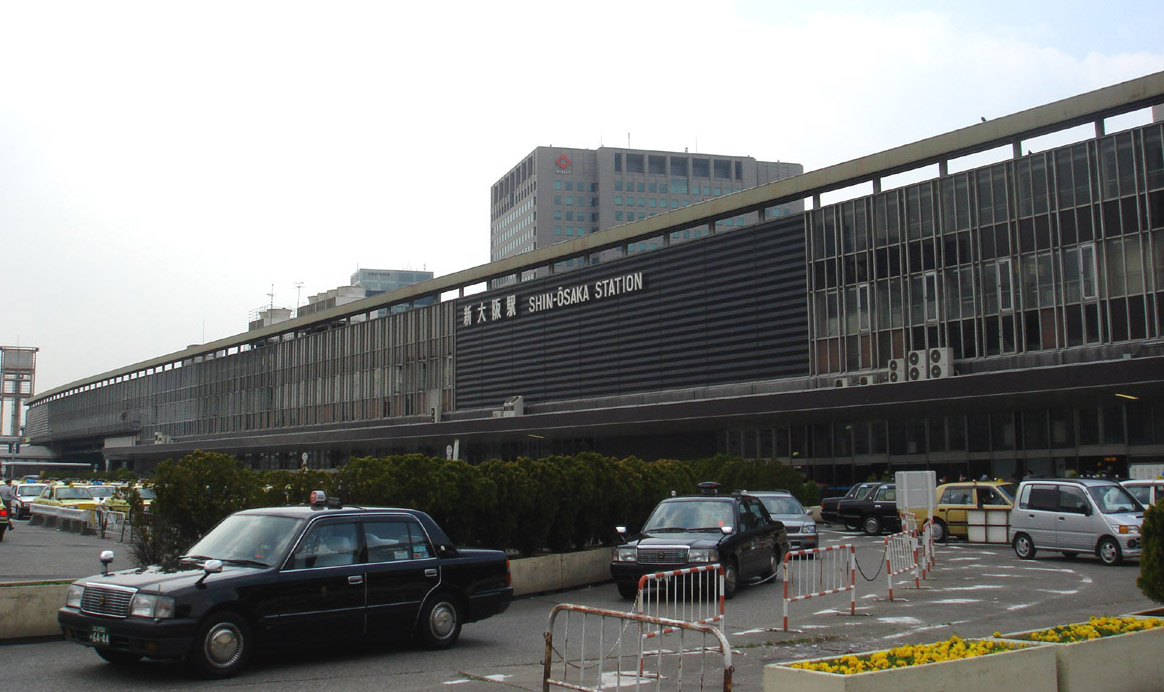
Estació de Shin Osaka.

A Yodogawa es troba, entre altres estacions, l'estació de Shin Osaka (Nova Osaka, en japonés), una de les més importants de la ciutat ja que rep tràfic dels shinkansen i trens de llarg recorregut.